# Iwo (Nigeria)
Iwo è una città della Nigeria situata nello stato di Osun; è capoluogo dell'omonima area a governo locale (local government area) che si estende su una superficie di 245 chilometri quadrati. L'intera Lga conta una popolazione di 191.348 abitanti.